# Högstil
Högstil (latin: Genus sublime) är en av de tre stilarterna inom parteslärans fas elocutio inom den klassiska retoriken. Stilarter innebär olika sätt att skriva och använda språket skriftligt. I högstil används upphöjda och vackra ord i en jämn  ström, och syftet är att beröra. De två andra stilarterna är mellanstilen och lågstilen.

## Beskrivning

### Delarna inom stilarten
Högstil innebär att språket är full av stilfigurer som exempelvis anaforer, hyperboler och retoriska frågor. Den höga stilen kallas också för ett retoriskt språk eftersom den är avsedd för att påverka känslomässigt. Den höga stilen är kopplad till movere som är en av de tre delarna i talarens tre plikter. Den höga stilen kan användas för att skapa stilarten mellanstil men för att mellanstilen ska skapas måste den höga stilen användas med en blandning av den låga stilen.

### Användningsområden
Den höga stilen kan användas i framföranden. När man håller ett tal inför andra brukar den höga stilen användas i talets avslutning. Funktionen som den höga stilen ska uppfylla är att påverka känslorna hos mottagarna, vilket är syftet med talets avslutning. Den höga stilen kan också användas i texter och ämnen som handlar om högtidligheter eller uppmaningar till kamp eller revolt. Den höga stilen kan användas i begravningstal eller i olika typer av texter som handlar om hjältemod, tragedier samt död och undergång.

### Exempel
Det finns exempel på texttyper som använder sig av ett språk som kännetecknas av den höga stilen. Ett exempel är den argumenterande texttypen. Argumenterande texter innefattas av olika stilfigurer vilket kan göra att texten kännetecknas av en hög stil. Ett annat exempel på texttyp där ett språk av hög stil används är i hyllningstal. Ett exempel på stilfigurer är retoriska frågor. Två exempel på retoriska frågor är Hur skulle du känna om ingen lyssnade på dig? och Hur skulle du känna om du hade ett bröllop och din bästa vän inte höll tal? 

## Historia
Under medeltiden och framåt förbands den höga stilen till en allvarlig och heroisk retorik. Det innebar att den höga stilen användes i exempelvis kungahyllningar och begravningsdikter. Från medeltiden och framåt får den höga stilen en ideologisk funktion, den höga stilen började höra ihop med den höga samhällsklassen. Från medeltiden och framåt hörde den höga stilen till myndighetsspråk.
Den ideologiska funktionen har inget med den klassiska retoriken att göra. Den romerska retorikern Quintilianus skrev att om en talare ska välja en stilart, ska den höga stilen väljas, eftersom denna stil rör mottagarnas känslor bäst. Quintilianus skrev vidare att talaren måste behärska alla tre stilarter och ha kunskapen om hur de används i de olika delarna av ett tal.